# クーパー・クリスウェル
クーパー・クリスウェル（Cooper Criswell, 1996年7月24日 - ）は、アメリカ合衆国ジョージア州キャロル郡キャロルトン出身のプロ野球選手（投手）。右投右打。MLBのボストン・レッドソックス所属。

## 経歴

### プロ入りとエンゼルス時代
2018年のMLBドラフト13巡目（全体391位）でロサンゼルス・エンゼルスから指名され、プロ入り。
2019年に傘下のA+級インランド・エンパイア・シックスティシクサーズでプロデビュー。25試合（先発21試合）に登板して4勝8敗、防御率4.60、128奪三振を記録した。
2020年は新型コロナウイルスの感染拡大の影響でマイナーリーグのシーズンが中止となり、公式戦への登板はなかった。
2021年はAA級ロケットシティ・トラッシュパンダズで開幕を迎え、12試合に先発登板して6勝4敗、防御率3.71の成績を記録し、7月31日にAAA級ソルトレイク・ビーズへ昇格した。AAA級ソルトレイクでは4試合に先発登板して2勝を記録すると、8月27日にメジャー契約を結んでアクティブ・ロースター入りした。同日のサンディエゴ・パドレス戦でメジャー初登板を果たしたが、1.1イニングを投げて6被安打、3失点を喫し、翌28日にAAA級ソルトレイクへ降格した。
2022年は4月4日に右肩痛のため10日間の故障者リスト入りし、8日に60日間の故障者リストに切り替えられた。

### レイズ時代
2022年7月16日にウェイバー公示を経てタンパベイ・レイズへ移籍し、傘下のAAA級ダーラム・ブルズへ配属された。7月19日にDFAとなり、21日にマイナー契約となった（そのままAAA級ダーラム所属）。9月12日に再びメジャー契約を結んでアクティブ・ロースター入りして同日のトロント・ブルージェイズ戦で先発登板して移籍後初登板を果たしたが、翌13日にマイナー契約でAAA級ダーラムへ降格した。
2023年4月17日に再びメジャー契約を結んでアクティブ・ロースター入りした。オフの11月17日にノンテンダーFAとなった。

### レッドソックス時代
2023年12月13日にボストン・レッドソックスと1年総額100万ドルで契約を結んだ。

## 詳細情報

### 年度別投手成績
| 年 度    | 球 団    | 登 板 | 先 発 | 完 投 | 完 封 | 無 四 球 | 勝 利 | 敗 戦 | セ 丨 ブ | ホ 丨 ル ド | 勝 率 | 打 者 | 投 球 回 | 被 安 打 | 被 本 塁 打 | 与 四 球 | 敬 遠 | 与 死 球 | 奪 三 振 | 暴 投 | ボ 丨 ク | 失 点 | 自 責 点 | 防 御 率 | W H I P |
| -------- | -------- | ----- | ----- | ----- | ----- | -------- | ----- | ----- | -------- | ----------- | ----- | ----- | -------- | -------- | ----------- | -------- | ----- | -------- | -------- | ----- | -------- | ----- | -------- | -------- | ------- |
| 2021     | LAA      | 1     | 1     | 0     | 0     | 0        | 0     | 1     | 0        | 0           | .000  | 10    | 1.1      | 6        | 0           | 0        | 0     | 0        | 0        | 0     | 0        | 3     | 3        | 20.25    | 4.50    |
| 2022     | TB       | 1     | 1     | 0     | 0     | 0        | 0     | 0     | 0        | 0           | ----  | 13    | 3.1      | 2        | 0           | 1        | 0     | 0        | 4        | 0     | 0        | 1     | 1        | 2.70     | 0.90    |
| 2023     | TB       | 10    | 0     | 0     | 0     | 0        | 1     | 1     | 0        | 0           | .500  | 151   | 33.0     | 40       | 6           | 11       | 1     | 4        | 27       | 2     | 0        | 23    | 21       | 5.73     | 1.55    |
| 2024     | BOS      | 26    | 18    | 0     | 0     | 0        | 6     | 5     | 0        | 0           | .545  | 424   | 99.1     | 103      | 10          | 31       | 0     | 7        | 73       | 2     | 0        | 52    | 45       | 4.08     | 1.35    |
| MLB：4年 | MLB：4年 | 38    | 20    | 0     | 0     | 0        | 7     | 7     | 0        | 0           | .500  | 598   | 137.0    | 151      | 16          | 43       | 1     | 11       | 104      | 4     | 0        | 79    | 70       | 4.60     | 1.42    |

- 2024年度シーズン終了時

### 年度別守備成績
| 年 度 | 球 団 | 投手（P） | 投手（P） | 投手（P） | 投手（P） | 投手（P） | 投手（P） |
| 年 度 | 球 団 | 試 合     | 刺 殺     | 補 殺     | 失 策     | 併 殺     | 守 備 率  |
| ----- | ----- | --------- | --------- | --------- | --------- | --------- | --------- |
| 2021  | LAA   | 1         | 0         | 0         | 0         | 0         | ----      |
| 2022  | TB    | 1         | 0         | 0         | 0         | 0         | ----      |
| 2023  | TB    | 10        | 0         | 4         | 0         | 0         | 1.000     |
| 2024  | BOS   | 26        | 8         | 4         | 0         | 1         | 1.000     |
| MLB   | MLB   | 38        | 8         | 8         | 0         | 1         | 1.000     |

- 2024年度シーズン終了時

### 背番号
- 56（2021年）
- 71（2022年 - 2023年）
- 64（2024年 - ）